# Amtsbezirk Stockerau
Der Amtsbezirk Stockerau war eine Verwaltungseinheit im Weinviertel in Niederösterreich.
Der Amtsbezirk war der Kreisbehörde in Korneuburg unterstellt und besorgte deren Amtsgeschäfte vor Ort. Die Zuständigkeit erstreckte sich neben Stockerau auf die damaligen Gemeinden Niederfellabrunn, Gaisruck, Glaswein, Grafendorf, Niederhaselbach, Hausleiten, Oberhautzental, Herzogbirbaum, Niederhollabrunn, Leitzersdorf, Maisbirbaum, Großmugl, Pettendorf, Niederrußbach, Senning, Sierndorf, Steinabrunn, Stetteldorf und Streitdorf.
Der Amtsbezirk umfasste dabei 20 Gemeinden mit 19.920 Einwohnern (lt. Zählung von 1851).